# Archivio storico del Patriarcato di Venezia
L'Archivio storico del Patriarcato di Venezia è ospitato nel Seminario Patriarcale di Venezia. Fino alla primavera del 2015 era situato in un'ala del terzo piano dell'ex monastero benedettino dei Santi Felice e Fortunato di Ammiana dentro la Basilica di San Marco e il Palazzo Ducale attraverso il Rio di Palazzo. Fa parte degli Archivi storici della chiesa di Venezia.
L'archivio del Patriarcato conserva i documenti della Curia del Patriarcato, e le altre istituzioni ecclesiastiche del Patriarcato, come la mensa vescovile, il capitolo di San Pietro e San Marco, e il seminario. Inoltre, conserva gli atti del Primicerio di San Marco e degli Antichi episcopati lagunari, le diocesi soppresse della laguna, oltre a numerosi archivi comunali, archivi di monasteri e confraternite. Infine conserva gli atti propri, che presta a singole organizzazioni, a sacerdoti o laici, che sono conservati nell'archivio.
Non è solo importante per la storia del patriarcato, ma anche per le 70 comunità del centro storico di Venezia e per le isole della laguna.
La sede dispone di una biblioteca, dove si trovano nella sezione moderna 3000 volumi a stampa e circa 60 testate di periodici, 20 delle quali correnti. La sezione antica consta di oltre 6000 volumi ed opuscoli dal XVI al XX secolo, con alcuni esemplari risalenti al secolo XV. È costituita prevalentemente da fondi manoscritti e a stampa raccolti nei secoli passati presso alcune parrocchie veneziane – fra le quali Santi XII Apostoli, San Raffaele, San Nicolò del Tolentini, Sant'Eufemia – e depositati con i loro archivi presso l'Archivio patriarcale. Ad essi si aggiungono manoscritti, opuscoli e volumi conservati entro alcune serie dei fondi archivistici di Curia. La sezione comprende opere attinenti al diritto canonico, le discipline teologiche, l'omiletica, la spiritualità, la storia veneta, nonché manoscritti e testi a stampa musicali.
I fondi degli archivi parrocchiali ecclesiastici che sono spesso nelle rispettive sedi possono essere ordinati e visualizzati nella sala di lettura della casa, accessibili solo da lunedì a giovedì mattina accessibili. La cura dei  fondi documentali sparsi è effettuata dal progetto Archivio diocesano diffuso.
Nel 1989 è iniziato con il nome di Arca un lavoro completo di conservazione e catalogazione della documentazione del Patriarcato, sotto la direzione dell'Archivio Storico del Patriarcato, nel contesto del progetto sponsorizzato dal governo Ecclesiae Venetae. Oltre che dal Commissario per l'Istruzione e la Cultura del Ministero (MIBAC) e della Regione Veneto, il sostegno è venuto dalla Fondazione Gladys Krieble Delmas Foundation e dalla Save Venice Inc. di New York. C'è anche un progetto comune delle diocesi di Venezia, Padova, Vicenza, Verona, Treviso e Vittorio Veneto.
La sede offre corsi avanzati di archivistica nelle sedi del Patriarcato.
Il catalogo è consultabile in linea all'indirizzo  biblioteca marciana (archiviato dall'url originale il 2 ottobre 2014). e, grazie alla collaborazione con il Sistema Bibliotecario del Comune di Venezia, all'indirizzo:  antiche biblioteche..